# Dear Mr. President
Dear Mr. President – ballada rockowa, będąca piątym singlem amerykańskiej piosenkarki popowej Pink, nagrana w duecie z girls bandem Indigo Girls i wydany z czwartego albumu studyjnego I’m Not Dead. Tekst utworu mówi o prezydencie George’u Bushu.

## Lista utworów
UK Single
1. „Dear Mr. President” [Featuring Indigo Girls] – 4:33
2. „Leave Me Alone (I’m Lonely)” [Album Version] – 3:18
3. „Dear Mr. President” [Live] – 4:45
4. „Leave Me Alone (I’m Lonely)” [Live] – 4:44

Belgian Collector’s Set CD1
1. „Dear Mr. President” [Featuring Indigo Girls] – 4:33
2. „Dear Mr. President” [Live] – 4:45
3. „Leave Me Alone (I’m Lonely)” [Live] – 4:44

Belgian Collector’s Set CD2
1. „Dear Mr. President” [Featuring Indigo Girls] – 4:33
2. „Leave Me Alone (I’m Lonely)” [Album Version] – 3:18
3. „Dear Mr. President” [Live] – 4:45
4. „Live From Wembley Trailer” [Video] – 0:59

Germany Collector’s Set CD1
1. „Dear Mr. President” [Featuring Indigo Girls] – 4:33
2. „Dear Mr. President” [Live] – 4:45
3. „Leave Me Alone” (I’m Lonely) [Album Version] – 3:18
4. „Live From Wembley Trailer” [Video] – 0:59

Germany Collector’s Set CD2
1. „Dear Mr. President” [Featuring Indigo Girls] – 4:33
2. „Who Knew” [Live From Wembley Arena] – 3:29
3. „Dear Mr. President” [Live from Wembley Arena] – 4:45

Australian Tour Collector’s Set CD1
1. „Dear Mr. President” [Featuring Indigo Girls] – 4:33
2. „Who Knew” [Live From Wembley Arena] – 3:30
3. „Dear Mr. President” [Live From Wembley Arena] – 4:45
4. „On The Road With Pink” [Video] – 9:43

Australian Tour Collector’s Set CD2
1. „Dear Mr. President” [Featuring Indigo Girls] – 4:33
2. „U + Ur Hand” [Live From Wembley Arena] – 4:39
3. „Dear Mr. President” [Live from Wembley Arena] [Music Video] – 4:53
4. „Live From Wembley Trailer” [Video] – 0:59

## Notowania i certyfikaty
| Lista (2006/07/09)               | Najwyższa pozycja |
| -------------------------------- | ----------------- |
| Australia (ARIA)                 | 5                 |
| Austria (Ö3 Austria Top 75)      | 1                 |
| Belgia (Ultratop 50 Flanders)    | 1                 |
| Belgia (Ultratip Wallonia)       | 3                 |
| Canadian Hot 100                 | 55                |
| Czechy (IFPI)                    | 2                 |
| German Singles Chart             | 3                 |
| German Airplay Chart             | 1                 |
| Holandia (Mega Single Top 100)   | 43                |
| Nowa Zelandia (RIANZ)            | 11                |
| Słowacja IFPI Chart              | 48                |
| Szwecja (Sverigetopplistan)      | 18                |
| Szwajcaria (Schweizer Hitparade) | 13                |
| UK Singles Chart                 | 34                |

| Lista (2007)         | Pozycja |
| -------------------- | ------- |
| German Singles Chart | 13      |

| Kraj                   | Certyfikat | Sprzedaż |
| ---------------------- | ---------- | -------- |
| Australia (ARIA)       | Złoto      | 35,000   |
| Austria (IFPI Austria) | Platyna    | 30,000   |
| Niemcy (BVMI)          | Złoto      | 150,000  |